# Geógrafo Bávaro
O epíteto "Geógrafo Bávaro" (em latim: Geographus Bavarus) é o nome convencional do autor anônimo de um pequeno texto medieval latino contendo uma lista das tribos da Europa Centro-Oriental, intitulado Descriptio civitatum et regionum ad septentrionalem plagam Danubii.
O nome "Geógrafo Bávaro" foi concedido pela primeira vez (em sua forma francesa, "Géographe de Bavière") em 1796 pelo conde e estudioso polonês Jan Potocki. O termo agora também é usado às vezes para se referir ao próprio documento.
Foi a primeira fonte latina a afirmar que todos os eslavos são originários da mesma pátria, chamada de Zeriuani.

## Origem
Descriptio civitatum et regionum ad septentrionalem plagam Danubii. Isti sunt qui propinquiores resident finibus Danaorum, quos vocant Nortabtrezi, ubi regio, in qua sunt civitates LIII per duces suos partite. Uuilci, in qua civitates XCV et regiones IIII. Linaa est populus, qui habet civitates VII. Prope illis resident, quos vocant Bethenici et Smeldingon et Morizani, qui habent civitates XI. Iuxta illos sunt, qui vocantur Hehfeldi, qui habent civitates VIII. Iuxta illos est regio, que vocatur Surbi, in qua regione plures sunt, que habent civitates L. Iuxta illos sunt quos vocant Talaminzi, qui habent civitates XIII. Beheimare, in qua sunt civitates XV. Marharii habent civitates XL. Uulgarii regio est inmensa et populus multus habens civitates V, eo quod mutitudo magna ex eis sit et non sit eis opus civitates habere. Est populus quem vocant Merehanos, ipsi habent civitates XXX. Iste sunt regiones, que terminant in finibus nostris.

Isti sunt, qui iuxta istorum fines resident. Osterabtrezi, in qua civitates plus quam C sunt. Miloxi, in qua civitates LXVII. Phesnuzi habent civitates LXX. Thadesi plus quam CC urbes habent. Glopeani, in qua civitates CCCC aut eo amplius. Zuireani habent civitates CCCXXV. Busani habent civitates CCXXXI. Sittici regio inmensa populis et urbibus munitissimis. Stadici, in qua civitates DXVI populousque infinitus. Sebbirozi habent civitates XC. Unlizi populus multus civitates CCCCXVIII. Neriuani habent civitates LXXVIII. Attorozi habent civitates CXLVIII, populus ferocissimus. Eptaradici habent civitates CCLXIII. Uuilerozi habent civitates CLXXX. Zabrozi habent civitates CCXII. Znetalici habent civitates LXXIIII. Aturezani habent civitates CIIII. Chozirozi habent civitates CCL. Lendizi habent civitates XCVIII. Thafnezi habent civitates CCLVII. Zeriuani, quod tantum est regnum, ut ex eo cuncte genetes Sclauorum exorte sint et originem, sicut affirmant, ducant. Prissani civitates LXX. Uelunzani civitates LXX. Bruzi plus est undique quam de Enisa ad Rhenum Uuizunbeire Caziri civitates C. Ruzzi. Forsderen. Liudi. Fresiti. Serauici. Lucolane. Ungare. Uuislane. Sleenzane civitates XV. Lunsizi civitates XXX. Dadosesani civitates XX. Milzane civitates XXX. Besunzane civitates II. Uerizane civitates X. Fraganeo civitates XL. Lupiglaa civitates XXX. Opolini civitates XX. Golensizi civitates V.
O pequeno documento, escrito em latim, foi descoberto em 1772 na Biblioteca Estatal da Baviera, em Munique, pelo embaixador de Luís XV na corte saxônica, conde Louis-Gabriel Du Buat-Nançay. Foi adquirido pelos Wittelsbachs com a coleção do antiquário Hermann Schädel (1410-85) em 1571. O documento foi muito discutido na historiografia do início do século XIX, notadamente por Nikolai Karamzin e Joachim Lelewel.
A proveniência do documento é contestada. Embora os primeiros comentaristas tenham sugerido que ela poderia ter sido compilada em Ratisbona, a lista parece ter sido retirada do Codex Reginbertinus II, registrado no século IX na biblioteca da Abadia de Reichenau e nomeado em homenagem a um bibliotecário local. Com base nessas descobertas, Bernhard Bischoff atribui isso a um monge ativo em Reichenau entre as décadas de 830 e 850. Aleksandr Nazarenko considera mais provável que a lista tenha sido composta na década de 870, quando se acredita que São Metódio residia em Reichenau. O documento pode estar relacionado com suas missões nas terras eslavas. Henryk Łowmiański demonstrou que a lista consiste em duas partes, que podem ser datáveis em períodos diferentes e atribuídas a autores distintos.
Nos tempos modernos, alguns estudiosos atribuem que a informação deste documento é limitada, porque é em grande parte de natureza geográfica, e a sua compreensão da geografia da Europa Oriental é limitada, pelo que pode ser um caso de cosmografia.

## Contente
O documento tem uma curta frase introdutória e uma lista de 58 nomes tribais na Europa Centro-Oriental, a leste do Elba e ao norte do Danúbio até o rio Volga até o Mar Negro e Mar Cáspio (a maioria deles de origem eslava, com Ruzzi, e outros como Vulgarii, etc.). Ausentes na lista estão os polanos, os pomeranos e os masovianos, as primeiras tribos que se acredita terem se estabelecido ao longo das margens do rio Varta durante o século VIII, bem como os dulebes, os volhynianos e os croatas brancos, mas em vez disso mencionam várias tribos desconhecidas. difícil de identificar. Há também algumas informações sobre o número de fortalezas (em latim: civitates) possuído por algumas das tribos, porém o número em vários casos parece exagerado. A lista consiste em duas partes, a primeira descrevendo as tribos do bairro oriental de Francia (iste sunt regiones...nostris), enquanto a segunda ou perto ou fora da zona da primeira segue em direções diferentes. As tribos podem ser agrupadas geograficamente em Danúbio, Silésio-Lusaciano, Báltico e Vístulano-Cáspio Oriental.

### Lista de tribos
Segundo Łowmiański (1958), na primeira lista são mencionados:
- 1. Nortabtrezi (Obotritas),
- 2. Uuilci (Veleti),
- 3. Linaa (Linones),
- 4. –6. Bethenici - Smeldingon (Smeldingi) -Morizani,
- 7. Hehfeldi (Hevelli),
- 8. Surbi (sérvios/sérvios),
- 9. Talaminzi (Daleminzi- Glomacze),
- 10. Beheimare (Boêmios),
- 11. Marharii (morávios),
- 12. Uulgarii (búlgaros),
- 13. Merehanos (Nitra Morávios).[9]

Na segunda lista são mencionados:
- 14. Osterabtrezi (other Obotrites),
- 15. Miloxi (uncertain),
- 16. Phesnuzi (unknown),
- 17. Thadesi (uncertain, Tadeslo),
- 18. Glopeani (Goplans),
- 19. Zuireani (uncertain),
- 20. Busani (Buzhans),
- 21. Sittici (uncertain),
- 22. Stadici (uncertain),
- 23. Sebbirozi (uncertain),
- 24. Unlizi (Ulichs),
- 25. Neriuani (uncertain),
- 26. Attorozi (uncertain),
- 27. Eptaradici (uncertain, Seven Slavic tribes),
- 28. Uuilerozi (uncertain),
- 29. Zabrozi (uncertain),
- 30. Znetalici (Netolice and Neletici),
- 31. Aturezani (unknown),
- 32. Chozirozi (uncertain),
- 33. Lendizi (Lendians),
- 34. Thafnezi (unknown),
- 35. Zeriuani (uncertain),
- 36. Prissani,
- 37. Uelunzani (Wolinians),
- 38. Bruzi (Prussians),
- 39. Uuizunbeire (Volga Bulgaria),
- 40. Caziri (Khazars),
- 41. Ruzzi (Rus' people),
- 42.–43. Forsderen-Liudi (uncertain, Drevlians),
- 44. Fresiti (unknown),
- 45. Serauici (unknown),
- 46. Lucolane (uncertain),
- 47. Ungare (Hungarians),
- 48. Uuislane (Vistulans),
- 49. Sleenzane (Silesians),
- 50. Lunsizi (Lusatians),
- 51. Dadosesani (Dziadoszanie),
- 52. Milzane (Milceni),
- 53. Besunzane (Bežunčani or Pšovans),
- 54. Uerizane (unknown),
- 55. Fraganeo (Prague),
- 56. Lupiglaa (uncertain),
- 57. Opolini (Opolans),
- 58. Golensizi.[9]